# Koninklijke Racing Club Zuid en West-Vlaanderen
K.R.C. Zuid-West-Vlaanderen foi uma equipe belga de futebol com sede em Harelbeke. Disputava a primeira divisão da Bélgica (Belgian Pro League).
Seus jogos foram mandados no Stade Forestier, que possui capacidade para 9.737 espectadores.

## História
O K.R.C. Zuid-West-Vlaanderen foi fundado em 1930.

## Títulos
O K.R.C. Zuid-West-Vlaanderen não teve um título de expressão, mas venceu os play-offs da Belgian Second Division, na temporada 1994–95.